# Electrophaes corylata
Electrophaes corylata là một loài bướm đêm thuộc họ Geometridae. Loài này được tìm thấy ở châu Âu.

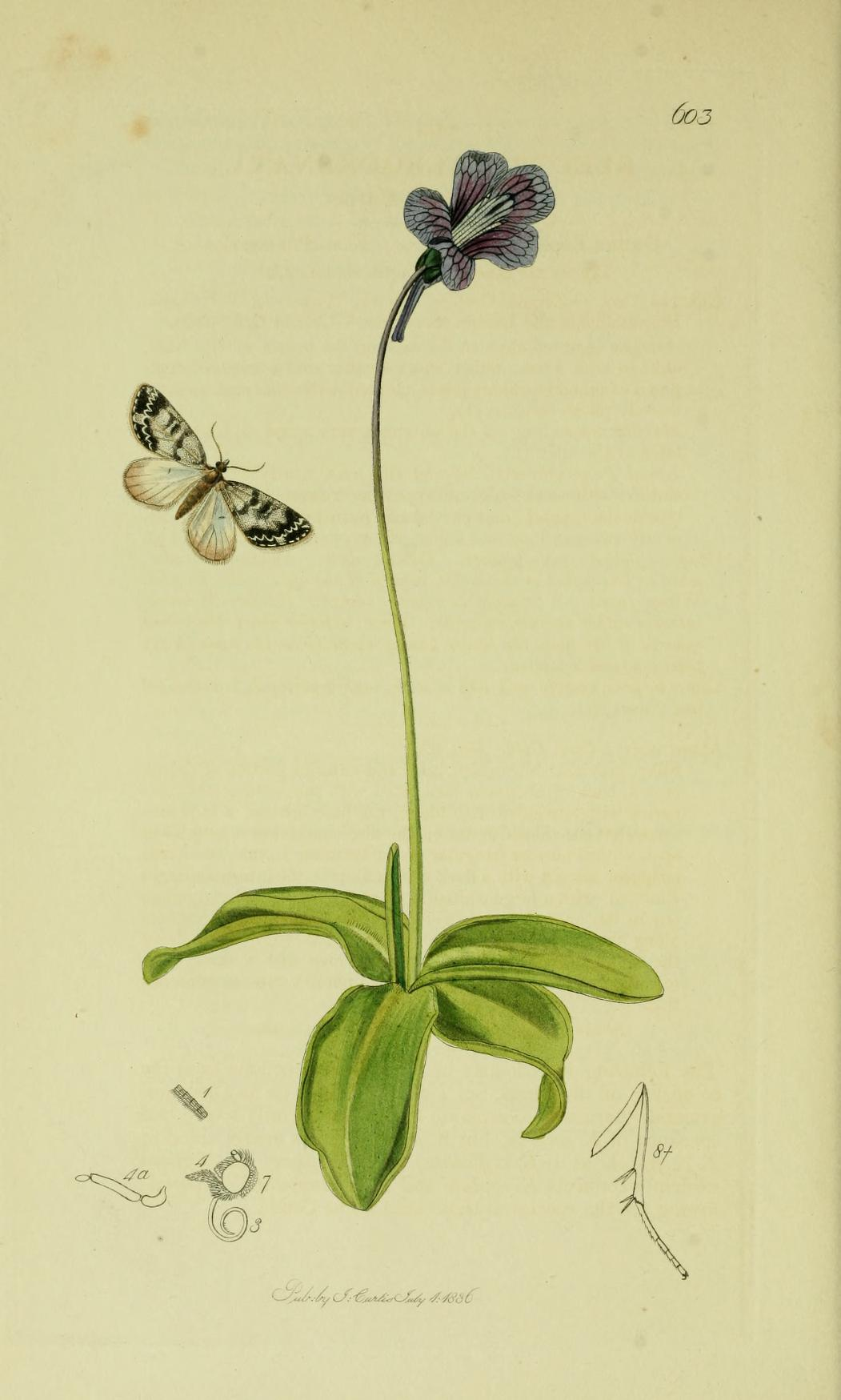
Minh họa từ John Curtis's British Entomology Volume 6

Sải cánh dài 22–30 mm. Chiều dài cánh trước là 14–16 mm. Con trưởng thành bay làm một đợt từ tháng 5 đến tháng 6. .
Ấu trùng ăn nhiều loài cây và bụi khác nhau.

## Hình ảnh

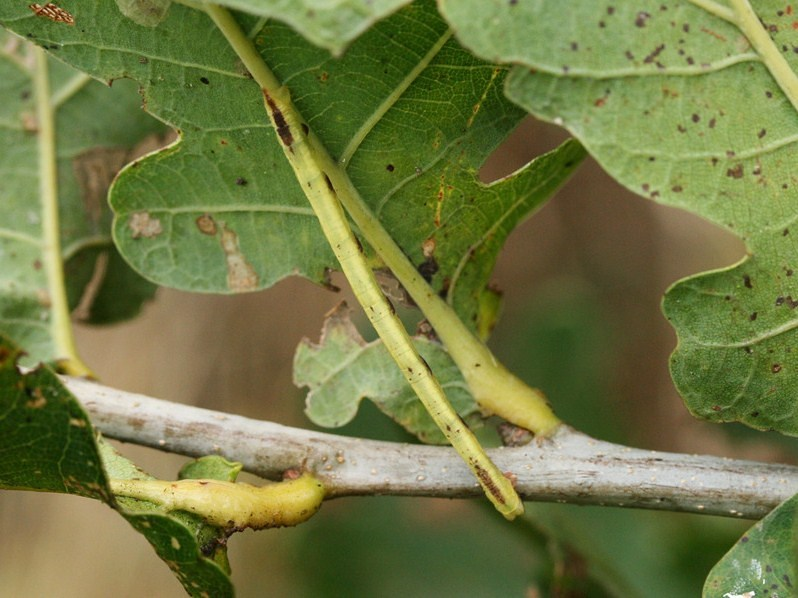
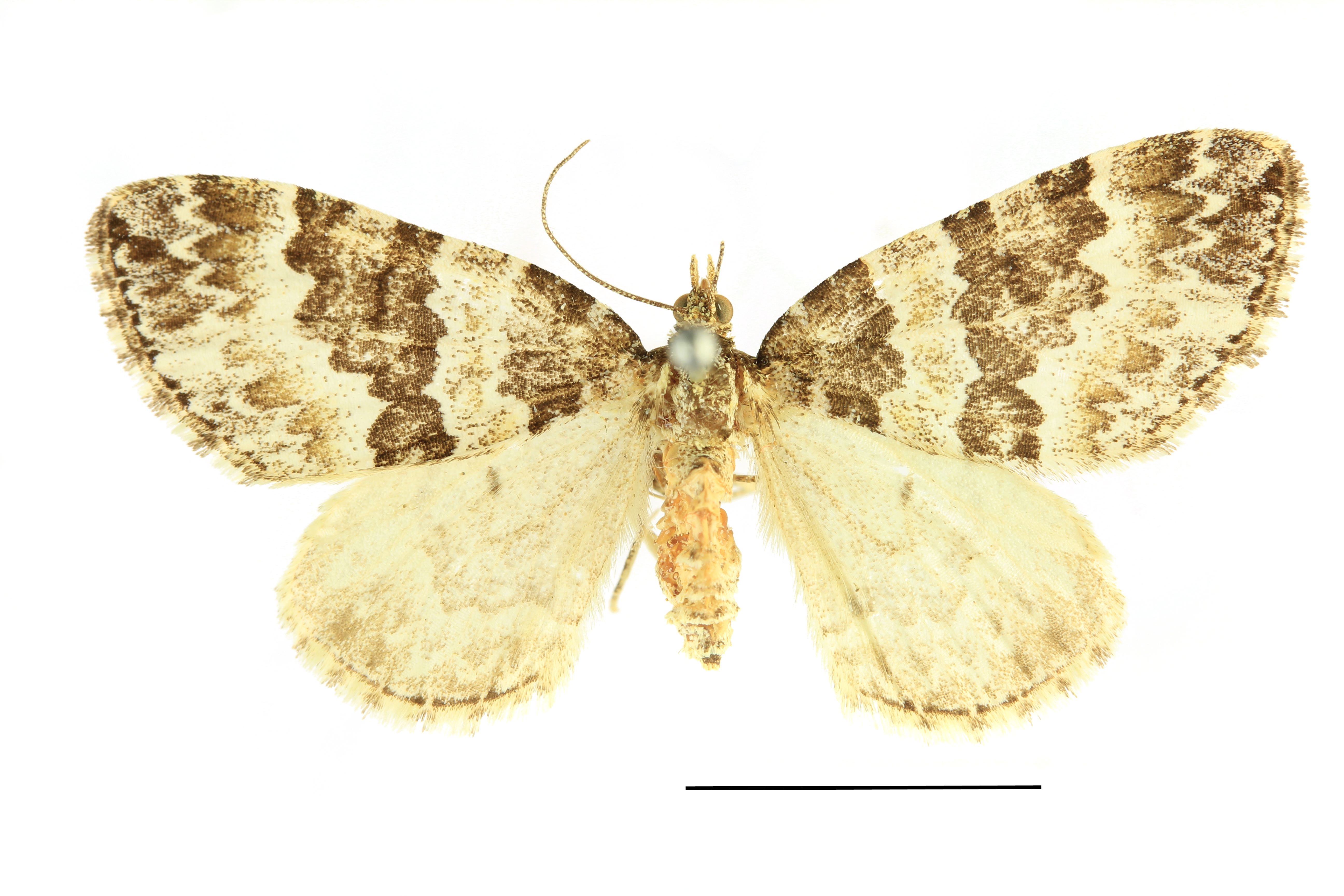
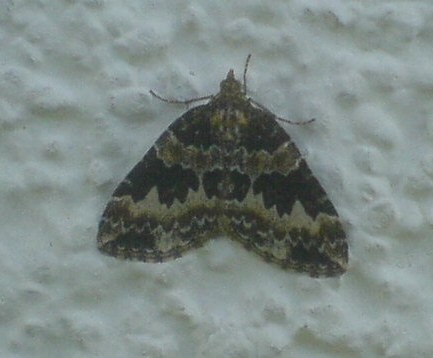
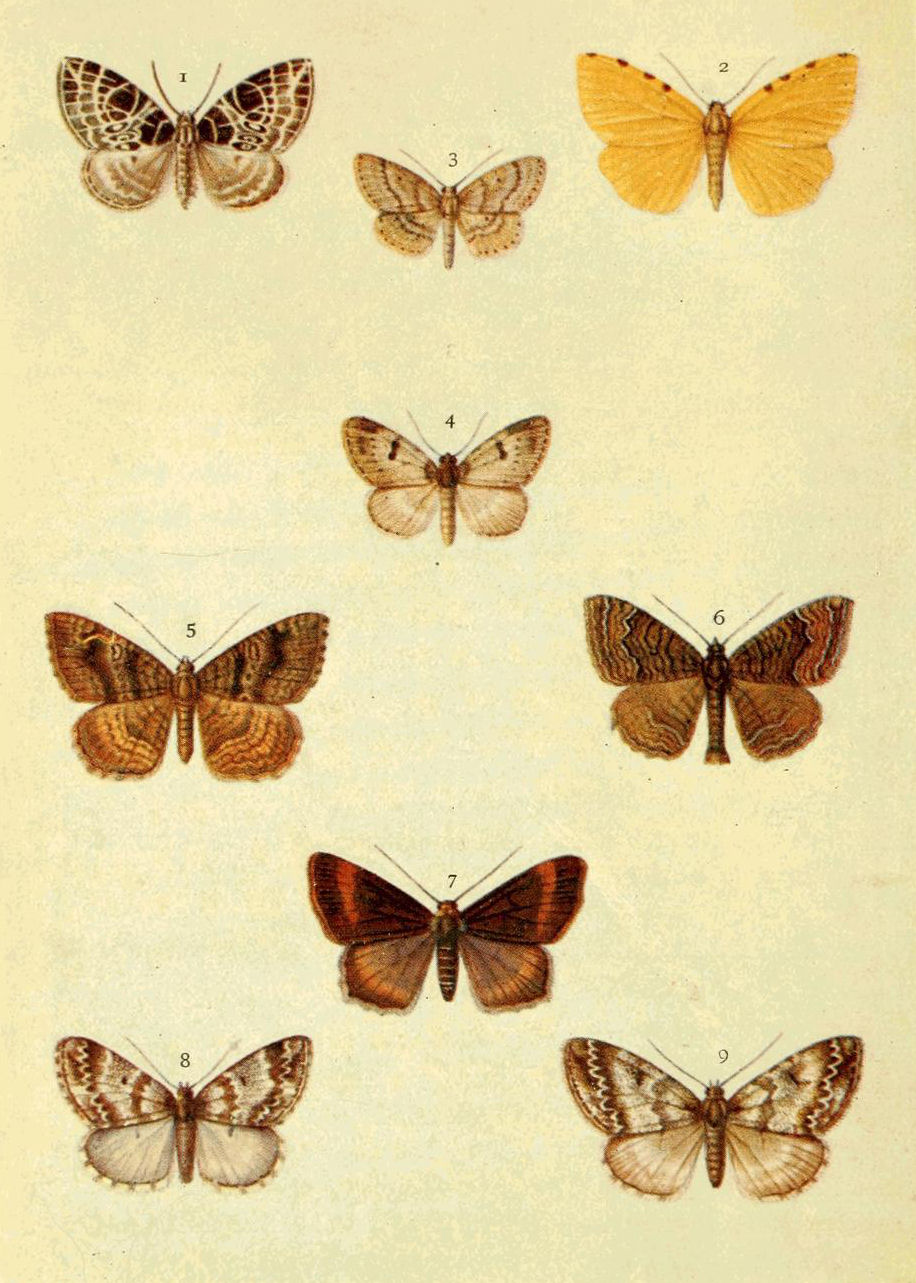